# 1890 a filmművészetben

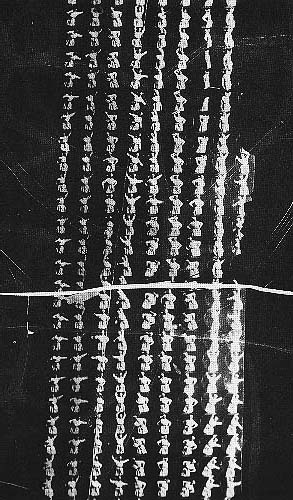
A Csínytevések képkockái

## Filmek
- Csínytevések 1–3. r.: William K. L. Dickson, William Heise
- A londoni Trafalgar tér r.: William Carr Crofts, Woodsworth Donisthorpe

## Születések
- január 4. – Weyler Hildebrand, svéd színész, rendező és író († 1944)
- január 6. – Tor Weijden, svéd színész († 1931)
- január 10. – Pina Menichelli, olasz színésznő († 1984)
- január 30. – Bruno Kastner, német színész († 1932)
- február 18. – Adolphe Menjou, amerikai színész († 1963)
- február 24. – Marjorie Main, amerikai színésznő († 1975)
- május 23. – Herbert Marshall, brit színész († 1966)
- június 14. – May Allison, amerikai színésznő († 1989)
- június 16. – Stan Laurel, brit színész († 1965)
- augusztus 2. – Marin Sais, amerikai színésznő († 1971)
- augusztus 27. – Man Ray, amerikai fotográfus, rendező († 1976)
- szeptember 4. – Gunnar Sommerfeldt, dán színész és rendező († 1947)
- szeptember 4. – Naima Wifstrand, svéd énekesnő, színésznő, zeneszerző, rendező († 1968)
- október 1. – Stanley Holloway, brit színész († 1982)
- október 2. – Groucho Marx, amerikai komikus, színész († 1977)
- október 12. – Carl Hagman, svéd énekes és színész († 1949)
- december 25. – Hugo Bolander, svéd producer, rendező, színész és író († 1976)

## Halálozások
- szeptember 16. – Louis Aimé Augustin Le Prince, a legrégebbi fennmaradt film (Roundhayi kerti jelenet) rendezője